# El Sauz Juxmaye
El Sauz Juxmaye es una localidad de México perteneciente al municipio de Cardonal en el estado de Hidalgo.

## Geografía
A la localidad le corresponden las coordenadas geográficas 20° 35’ 13.385” de latitud norte y 99° 05’ 04.035” de longitud oeste, con una altitud de 2018 m s. n. m.
En cuanto a fisiografía se encuentra dentro de las provincia de la Sierra Madre Oriental, dentro de la subprovincia de Carso Huasteco; su terreno es de sierra. En lo que respecta a la hidrografía se encuentra posicionado en la región Panuco, dentro de la cuenca del río Moctezuma, en la subcuenca del río Actopan. Cuenta con un clima templado subhúmedo con lluvias en verano, de humedad media.

## Demografía
En 2020 registró una población de 505 personas, lo que corresponde al 2.60 % de la población municipal. De los cuales 238 son hombres y 267 son mujeres. Tiene 150 viviendas particulares habitadas.
| Gráfica de evolución demográfica de El Sauz Juxmaye entre 1921 y 2020                        |
|                                                                                              |
| Población de los censos y conteos del Instituto Nacional de Estadística y Geografía (INEGI). |

## Economía
La localidad tiene un grado de marginación alto y un grado de rezago social bajo.